# Ben Broadhead
Ben Broadhead (ur. 2 stycznia 1982) – australijski judoka
Startował w Pucharze Świata w 2011 i 2012. Brązowy medalista mistrzostw Oceanii w 2012. Wicemistrz Australii w 2011 roku.